# Jīrgūrāb
Jīrgūrāb (persiska: جیر گوراب) är en bondby i Iran.   Den ligger i provinsen Gilan, i den nordvästra delen av landet, 260 km nordväst om huvudstaden Teheran. Antalet invånare är 102.
Terrängen runt Jīrgūrāb är platt. Runt Jīrgūrāb är det tätbefolkat, med 493 invånare per kvadratkilometer. Närmaste större samhälle är Bandar-e Anzalī, 18,8 km nordost om Jīrgūrāb. I omgivningarna runt Jīrgūrāb växer i huvudsak blandskog.